# L'Enfant chargé de chaînes
L'Enfant chargé de chaînes est un roman de François Mauriac publié en mai 1913 aux éditions Grasset.

## Genèse de l'œuvre
Ce roman est en partie le résultat de l'expérience de François Mauriac au sein du Sillon. Il paraît dans un premier temps sous forme de feuilleton au Mercure de France de juin à juillet 1912, avant d'être édité par Bernard Grasset malgré les tentatives de Francis Jammes pour décourager Mauriac de le publier, afin de ne pas se brouiller avec les milieux catholiques que le jeune écrivain fréquente.
L'accueil du roman est un échec à la fois de ventes et de réception critique.

## Analyse
Jean-Paul Johanet, le héros du livre, est un jeune homme marqué par le perfectionnisme, un sens excessif de la culpabilité, mélancolique et se complaisant dans cette mélancolie.

## Éditions
- L'Enfant chargé de chaînes, éditions Grasset, 1913.